# Moto Grosso Feio
Moto Grosso Feio è un album di Wayne Shorter, pubblicato dalla Blue Note Records nel 1974. Il disco fu registrato il 3 aprile 1970 al "A&R Recording Studio" di New York City.
In alcune fonti come bassista (non accreditato) è aggiunto Miroslav Vitous ed anche la data di registrazione è a volte indicata (erroneamente) come 26 agosto 1970 che fu invece la data di registrazione dell'album: "Odyssey of Iska".

## Tracce
Lato A
1. Moto Grosso Feio – 12:25 (Wayne Shorter)
2. Montezuma – 7:50 (Wayne Shorter)

Lato B
1. Antiqua – 5:20 (Wayne Shorter)
2. Vera Cruz – 5:05 (Milton Nascimento)
3. Iska – 11:20 (Wayne Shorter)

## Musicisti
Wayne Shorter Septet
- Wayne Shorter  - sassofono tenore, sassofono soprano, arrangiamenti
- John McLaughlin  - chitarra a dodici corde
- Dave Holland  - chitarra acustica, basso
- Ron Carter  - violoncello, contrabbasso
- Michelin Prell (Micheline Pelzer)  - batteria, percussioni
- Chick Corea  - batteria, percussioni, marimba